# Selección de fútbol de Dinamarca
La selección de fútbol de Dinamarca (en danés: Danmarks fodboldlandshold) es el equipo representativo de dicho país y que controla la Unión Danesa de Fútbol (Dansk Boldspil-Union DBU) desde 1906 en las competiciones oficiales organizadas por la Unión Europea de Asociaciones de Fútbol (UEFA) y la Federación Internacional de Asociaciones de Fútbol (FIFA).
Los daneses fueron unos de los primeros europeos en aparecer en las competiciones internacionales de fútbol, siendo además miembros fundadores del máximo organismo internacional, la FIFA, cuando quedó fundada el 21 de mayo de 1904. Y, junto a los neerlandeses, fueron el primer país fuera del Reino Unido en formar su asociación para la regulación y participación de un deporte que empezaba a crecer. Como una de las primeras selecciones existentes, recibe una invitación para participar en los Juegos Intercalados de Atenas 1906, en la que supuso la tercera aparición del fútbol como deporte de exhibición y desarrollo en los Juegos Olímpicos. Pese a que no está considerado como oficial ni por el COI ni por la FIFA, los daneses conquistarían la medalla de oro que marcaría el comienzo de la primera época dorada del seleccionado danés como uno de los mejores equipos de fútbol de la época. El equipo era considerado como un Copenhague XI.
Con la llegada del profesionalismo, Dinamarca perdería importancia en detrimento de otras selecciones, y no sería hasta los años 80 cuando volvería a consolidarse, hasta posicionarse en la actualidad como un equipo respetable en el contexto europeo. Ha participado en seis Copas Mundiales, siendo la primera aparición en la edición de México 86, en donde al derrotar sorprendentemente al combinado uruguayo en la fase de grupos, Dinamarca fue acreedora desde entonces del apodo del Tomate Mecánico, siendo este apodo un parangón con el apodo de la selección neerlandesa, apodada la Naranja Mecánica. Su mejor actuación fue en Francia 98, donde alcanzaron los cuartos de final del torneo y perdieron contra la selección brasileña, que sería finalmente subcampeona.
A nivel continental, Dinamarca ha participado en diez Eurocopas, siendo una de las selecciones que participaron en su segunda edición. Su mejor resultado lo conseguiría en la edición de Suecia 1992, a la que acudió por invitación tras no lograr la clasificación, donde tras derrotar por 2-0 a la selección alemana, Dinamarca se proclamó campeón continental en uno de los sucesos más sorprendentes de la historia del fútbol.
En 1995, Dinamarca continuó con el éxito en su segunda etapa dorada gracias a la magnífica generación de futbolistas que atesoraba en aquella época, donde destacaban entre otros futbolistas como Peter Schmeichel, los hermanos Brian y Michael Laudrup, o John Jensen entre otros. Y obtuvo la Copa FIFA Confederaciones de Arabia Saudita tras derrotar a la selección argentina en la final por 2-0.
Actualmente mantiene una gran rivalidad con la selección de Suecia por la supremacía histórica en ser la mejor selección nórdica, en donde Suecia era antes la única que fue referencia del fútbol internacional, y ahora con los logros daneses ambas están consideradas como algunas de las más potentes selecciones del panorama futbolístico.

## Historia

### Primeros años
Las tres primeras ediciones del torneo olímpico de fútbol entre 1900-1906 tenían un estatus no oficial, ya que el evento aún no estaba abierto para que compitieran los equipos nacionales de fútbol, y solo tuvo una participación limitada de tres o cuatro equipos de clubes de unas pocas naciones. Dinamarca no fue invitado para los Juegos Olímpicos de 1900 y los Juegos Olímpicos de 1904, pero más tarde recibió una invitación especial para los Juegos Olímpicos de 1906, para competir contra un equipo griego (Atenas) y 2 equipos de clubes del Imperio Otomano (Esmirna y Salónica). Fue difícil encontrar jugadores para la selección danesa, se encargó de buscar a los jugadores la Unión Danesa de Fútbol, lograron ganar el evento, y con ello la medalla de oro no oficial. Dos años más tarde, en los Juegos Olímpicos de 1908 la competición de fútbol ya era oficial, Dinamarca ganó una medalla de plata, su primer logro como selección. En los próximos Juegos Olímpicos de 1912 el nuevo equipo logró ganar una medalla de plata, que fue seguido por una época dorada desde abril de 1914 hasta abril de 1920. La selección danesa consiguió ser número uno en la clasificación Elo del fútbol mundial.

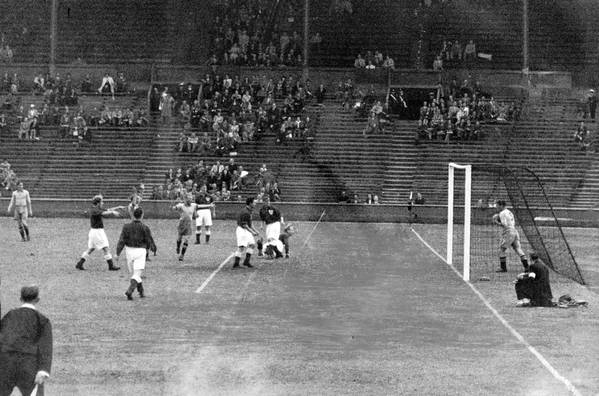
frente a la en las semifinales de los JJ. OO. de 1948 de Londres.

Aunque Dinamarca había conseguido varios logros en los juegos olímpicos, el éxito internacional no llegó durante años entre la primera Copa Mundial de Fútbol de 1930 hacia adelante. A pesar de la capacidad del país para producir talentos excepcionales de fútbol, la Unión Danesa de Fútbol solo tenía ambición (o economía) para que el equipo jugara partidos amistosos y campeonatos nórdicos, todo esto a partir de octubre de 1920 hasta junio de 1948. Cuando la Unión Danesa de Fútbol decidió incrementar un poco la ambición, permitió que el equipo nacional pudiera disputar los Juegos Olímpicos de 1948, consiguiendo una medalla de bronce. Después de que el equipo alcanzara los cuartos de final en los Juegos Olímpicos de 1952, la Unión Danesa de Fútbol decidió no participar en los próximos Juegos Olímpicos de 1956. la mayoría de los mejores futbolistas daneses se trasladaron al extranjero para ganarse la vida.
Dinamarca experimentó su renacimiento en los Juegos Olímpicos de 1960, consiguiendo una medalla olímpica de bronce. Esto fue seguido por otra actuación notable en la Eurocopa 1964, donde Dinamarca logró alcanzar un impresionante cuarto lugar. El cuarto lugar, era sin embargo considerado por muchas personas como un resultado fácil, en lugar de un resultado de un equipo que jugaba bien. Para llegar a semifinales el equipo solo tuvo que vencer a países como Malta, Albania y Luxemburgo. En la semifinal, Dinamarca recibió una clara derrota 0-3 contra la Unión Soviética. Finalmente, también perdió el partido por el bronce frente a  Hungría.
La regla estricta de que la selección de Dinamarca fuera amateur, fue finalmente abolida por la Unión Danesa de Fútbol en mayo de 1971, como lo habían reconocido este cambio era necesario, con el fin de formar un equipo altamente competitivo. En febrero de 1978, la Unión Danesa de Fútbol también decidió permitir que el fútbol profesional entrara en las ligas danesas, se empezó a notar el cambio a partir de firmar su primer patrocinio de la conocida fábrica de cerveza Carlsberg danesa. El nuevo patrocinio permitió a la Unión Danesa de Fútbol contratar como primer entrenador de la selección de Dinamarca a Sepp Piontek de Alemania en julio de 1979. La transición completa de la selección nacional de amateur a profesional ya se había realizado, y de hecho, esto pronto daría lugar a una gran mejora en el rendimiento del equipo.

### Dinamita Danesa (1980-1990)
En la Clasificación de UEFA para la Copa Mundial de Fútbol de 1982, Dinamarca terminó con 8 puntos, logrando 4 victorias (incluyendo una victoria por 3-1 ante el eventual campeón del mundo Italia), pero Dinamarca finalmente no se clasificó para la final del torneo a pesar del resultado impresionante. En la clasificación para la Eurocopa 1984 los daneses vencieron a Inglaterra en el estadio de Wembley, Allan Simonsen marcó de penalti y así lograron la victoria por 1-0. Dinamarca se clasificó para su primer torneo internacional desde 1964, y el equipo fue bautizado como la Dinamita Danesa. La participación de Dinamarca terminó en la semifinal, cuando el equipo perdió en los penaltis ante España. Tras la buena actuación en la semifinal, el nombre de la Dinamita Danesa se convirtió en un pilar para la siguiente década del equipo nacional danés con el entrenador Piontek.
Dinamarca hizo su primera aparición en la Copa Mundial de Fútbol de 1986, con el dúo de ataque de Michael Laudrup y Preben Elkjær, el equipo sorprendió al mundo, logrando ser primero de su grupo, incluyendo una goleada 6-1 sobre Uruguay. En los octavos de final de nuevo jugaron ante España, y una vez más perdiendo. El equipo recibió una gran derrota, perdiendo 5-1, incluyendo cuatro goles de Emilio Butragueño.
Después de los días de gloria de 1986, el éxito del equipo continuó, como primer clasificado para la Eurocopa 1988, después tuvo una fase de clasificación a los Juegos Olímpicos de 1988. En el grupo de clasificación para los Juegos Olímpicos, la tarea de entrenar a Dinamarca en estos juegos la tuvo Richard Møller Nielsen. Dinamarca inicialmente logró obtener un lugar en la final del torneo por delante de Alemania Occidental, sin embargo, tras el descubrimiento de que el danés Per Frimann no era elegible para el equipo en el partido que ganó por 2-0 a Polonia, Dinamarca fue penalizada con los puntos de la victoria, y posteriormente, no tenía suficientes puntos para clasificarse. Después de esta decepcionante noticia, Dinamarca tuvo que fijar toda sus esperanza para jugar la Eurocopa 1988. La participación de Dinamarca terminó en una derrota temprana, después de que Dinamarca perdiera todos los partidos del grupo donde jugaba con España, Alemania Occidental e Italia. Un período de transición con resultados no muy buenos, había comenzado ahora y como consecuencia, no pudo clasificarse para la Copa Mundial de Fútbol de 1990, Sepp Piontek decidió dejar su puesto como entrenador de la selección nacional en abril de 1990, donde fue reemplazado por su asistente técnico Richard Møller Nielsen.

### Campeones de la Eurocopa 1992

frente a la en la final de la Eurocopa 1992 en Suecia.

La primera meta de Møller Nielsen era disputar la fase clasificatoria para la Eurocopa 1992. Aunque la selección comenzó con triunfo frente a las Islas Feroe, tuvo un inesperado empate contra Irlanda del Norte y cayó derrotada por 0-2 en casa ante Yugoslavia. Este mal comienzo deparó fuertes críticas al entrenador, más partidario de implementar un sistema defensivo, y llevó a que las dos estrellas danesas de la época,  Michael Laudrup y Brian Laudrup, abandonasen la selección en noviembre de 1990. Meses más tarde el técnico prescindió también de Jan Mølby y Jan Heintze por problemas disciplinarios, por lo que la prensa danesa llegó incluso a pedir su destitución. A pesar del mal ambiente que reinaba en el equipo, Dinamarca ganó los cinco partidos restantes de la fase de grupos, entre ellos un triunfo por 2-1 contra los yugoslavos en Belgrado. Esta recuperación no sirvió para conseguir el objetivo: Dinamarca finalizó en segundo lugar con 13 puntos, uno menos que Yugoslavia, y se quedó fuera de la Eurocopa porque solo se clasificaba el líder de grupo.
Lo que en un primer momento parecía la eliminación de Dinamarca terminó deparando su mejor resultado en una competición internacional. Debido a las sanciones internacionales contra Yugoslavia por la guerra de los Balcanes, la UEFA anunció el 31 de mayo de 1992 —diez días antes del torneo— que la selección yugoslava quedaba excluida y su plaza pasaba a los daneses como segundos de grupo. En contra de la creencia popular, Dinamarca no estaba de vacaciones; la Federación era consciente de que Yugoslavia podría ser expulsada y Møller Nielsen había convocado una semana antes a la selección para disputar un amistoso contra la Unión Soviética. Entre los jugadores llamados a la cita estaba Brian Laudrup, quien había hecho las paces con el seleccionador, pero no su hermano Michael.
Con un equipo liderado por el guardameta Peter Schmeichel, además de Brian Laudrup como jugador creativo, Dinamarca dio la sorpresa gracias al planteamiento defensivo de Møller Nielsen. En semifinales derrotó en la tanda de penaltis a los Países Bajos, que defendía el título de la pasada edición, mientras que en la final venció a Alemania por 2-0 con goles de John Jensen y Kim Vilfort. De este modo, Dinamarca se convirtió en la campeona de la Eurocopa 1992, un torneo para el que inicialmente no había logrado clasificarse.

### Declive y renacimiento (1993-2000)
En agosto de 1993, un año después de la victoria de la Eurocopa 1992, Michael Laudrup decidió terminar su disputa con Richard Møller Nielsen acerca de las tácticas de equipo. Los años siguientes Dinamarca obtuvo resultados mixtos, ya que primero cayeron en la definición de la Copa Artemio Franchi 1993 ante Argentina, en lo que fue la Copa Intercontinental de selecciones, la cual enfrentaba al campeón de América contra el campeón de Europa.
Luego, no pudo clasificarse para la Copa Mundial de Fútbol de 1994, pero lograron tomarse revancha de Argentina al ganar la Copa Confederaciones 1995, superando a los vigentes campeones de la última Copa América 1993, y se llevaron la victoria con un 2-0. Como defensor del título en la Eurocopa 1996, Dinamarca no pudo continuar con su éxito anterior, pero decepcionados con la actuación que tuvieron, provocó una eliminación temprana en la fase de grupos. El torneo no fue un completo desastre, ya que el equipo había logrado una victoria respetable contra Turquía, un empate ante Portugal y solo una derrota ante Croacia. La razón por la cual tanto el entrenador y el equipo se enfrentaron a fuertes críticas después del torneo, fue principalmente debido al estilo de juego defensivo y aburrido que realizaron. La Unión Danesa de Fútbol decidió prorrogar el contrato con Richard Møller Nielsen y había una relación tensa con la prensa antes de la Eurocopa 1996. El entrenador decidió de común acuerdo con la Unión Danesa de Fútbol, a finalizar su contrato a finales de junio de 1996.
El nuevo entrenador para la selección nacional era sueco, Bo «Bosse» Johansson, quien le dio al equipo una estrategia más ofensiva, y en la Copa Mundial de Fútbol de 1998 vieron el resurgimiento del equipo danés, protagonizada por los dos hermanos Laudrup en su última campaña internacional. Después de vencer a Arabia Saudita por 1-0, empatar con Sudáfrica y perder por 2-1 ante Francia, el equipo danés se clasificó para los octavos de final como segundo de su grupo. Dinamarca jugó uno de sus mejores partidos de todo el torneo, superando a Nigeria por 4-1 en un partido fantástico. En los cuartos de final contra Brasil, los daneses salieron con una mucha fuerza, pero finalmente perdieron el partido por 2-3 ante los que serían los subcampeones del torneo mundial, en un partido muy cercano y emocional. El siguiente reto era clasificar al equipo para la Eurocopa 2000, por primera vez sin los hermanos Laudrup. Aunque se clasificaron para jugar la Eurocopa de 2000, no hicieron un gran torneo, perdiendo sus tres partidos de grupo. El seleccionador Bosse fue duramente criticado por haber seleccionado demasiados jugadores para el equipo con problemas de lesiones falta de forma.

### Bajo las órdenes de Olsen (2000-2015)

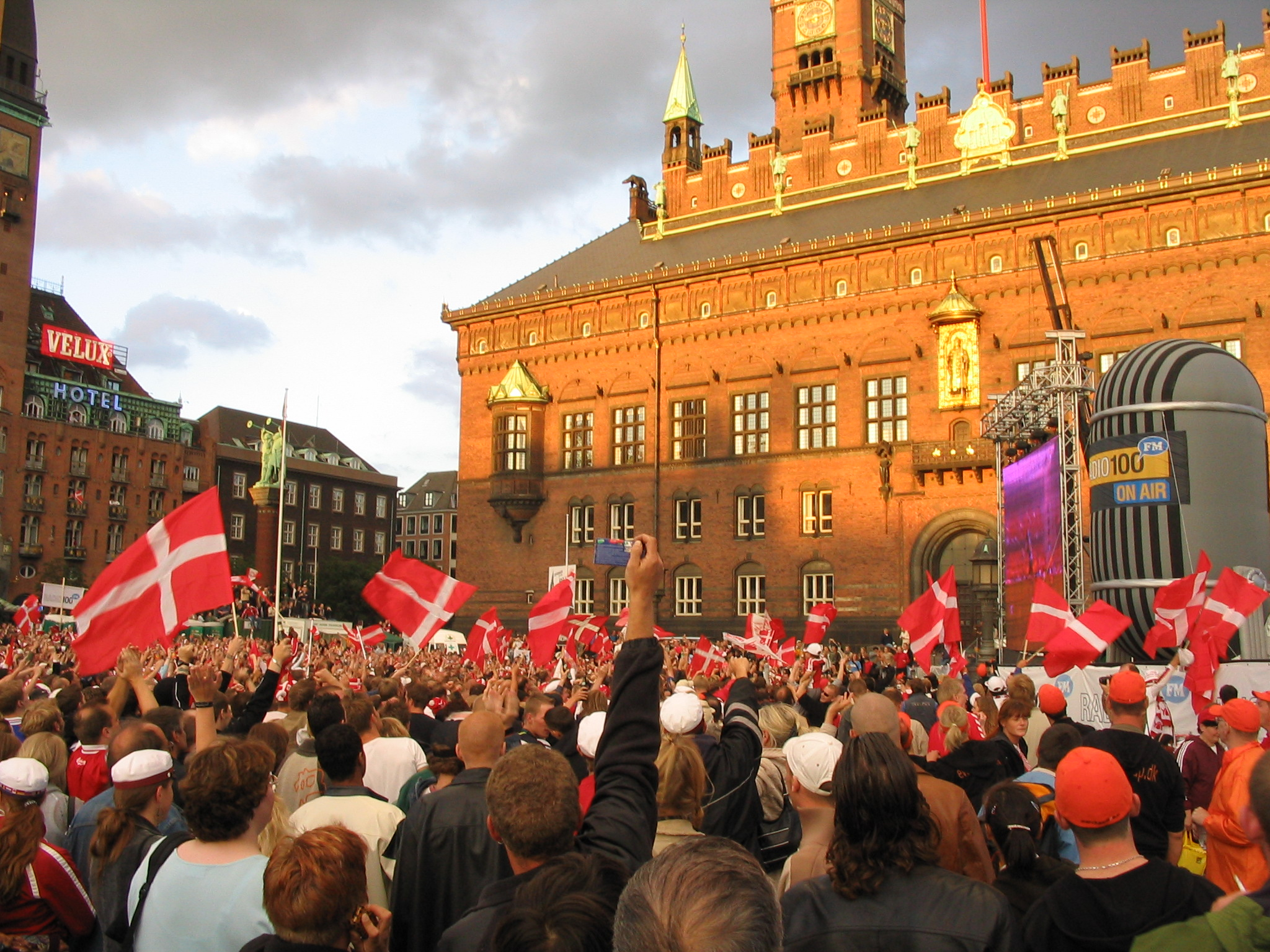
Aficionados daneses en Copenhague animando a su selección que jugaba la Eurocopa 2004.

El nuevo entrenador que comenzó en la selección danesa en julio de 2000, resultó ser el excapitán del exitoso equipo nacional de la década de 1980, Morten Olsen. El equipo rápidamente fue apodado como la Banda de Olsen, como referencia a la serie películas danesa en torno al personaje principal Egon Olsen. El apodo también se utiliza a veces para el equipo danés, como una alternativa a la más comúnmente utilizada, la Dinamita Danesa, ya en aquellos días en que Olsen jugó como capitán. En la era de Olsen como entrenador, su gran experiencia en el Ajax Ámsterdam fue trasladado a la selección nacional como táctica de Dinamarca que pasó de la formación 4-4-2 practicada por Bo Johansson a un estilo aún más ofensivo, con énfasis en los extremos rápidos disponibles para él en ese momento, Jesper Grønkjær y Dennis Rommedahl. Con base en esto, la formación de partida preferida con Olsen como entrenador, siempre ha sido o bien un 4-3-3 o 4-2-3-1, incluso se plantea una abierta oposición al sistema 4-4-2, como anunció con el deseo de abandonar su cargo de seleccionador nacional, en caso de jugar con este sistema estándar. Para apoyar el desarrollo de jugadores para la nueva táctica 4-3-3 sistema utilizado por Olsen, todos los equipos nacionales juveniles también cambiaron su formación en el mismo sistema 4-3-3. Otro cambio que Olsen llevó a la selección nacional, fue destacar la importancia de utilizar únicamente los jugadores en forma, que se les concedió tiempo reglamentario de juego en su equipo de club. Un principio que sin embargo más tarde se ha visto obligado a pactar varias veces, ya que los jugadores disponibles en una nación relativamente pequeña, no siempre ofrece muchas opciones de sustitución realistas.
Dinamarca se clasificó tanto para la Copa Mundial de Fútbol de 2002 y la Eurocopa 2004, pero a pesar de los impresionantes resultados en la fase de grupos en ambos torneos, especialmente el triunfo por 2-0 ante el vigente campeón del mundo en 2002, Francia, Dinamarca no logró avanzar más, y en ambos torneos fue derrotado claramente con un resultado de 0-3 en la primera ronda de la fase de grupos. En la Copa Mundial de Fútbol de 2002, Dinamarca fue derrotada por Inglaterra en los octavos de final, y en la Eurocopa de 2004, la derrota tuvo lugar en los cuartos de final contra la República Checa. La Euro 2004 también será recordado por un incidente en el partido contra Italia, donde la estrella italiana Francesco Totti fue captado por la cámara escupiendo al danés Poulsen, y posteriormente, la eliminación conjunta de Italia, Dinamarca y Suecia en el partido de la fase de grupos pasado, cuando los dos equipos empataron 2-2 tras un gol de Suecia en el minuto 89.

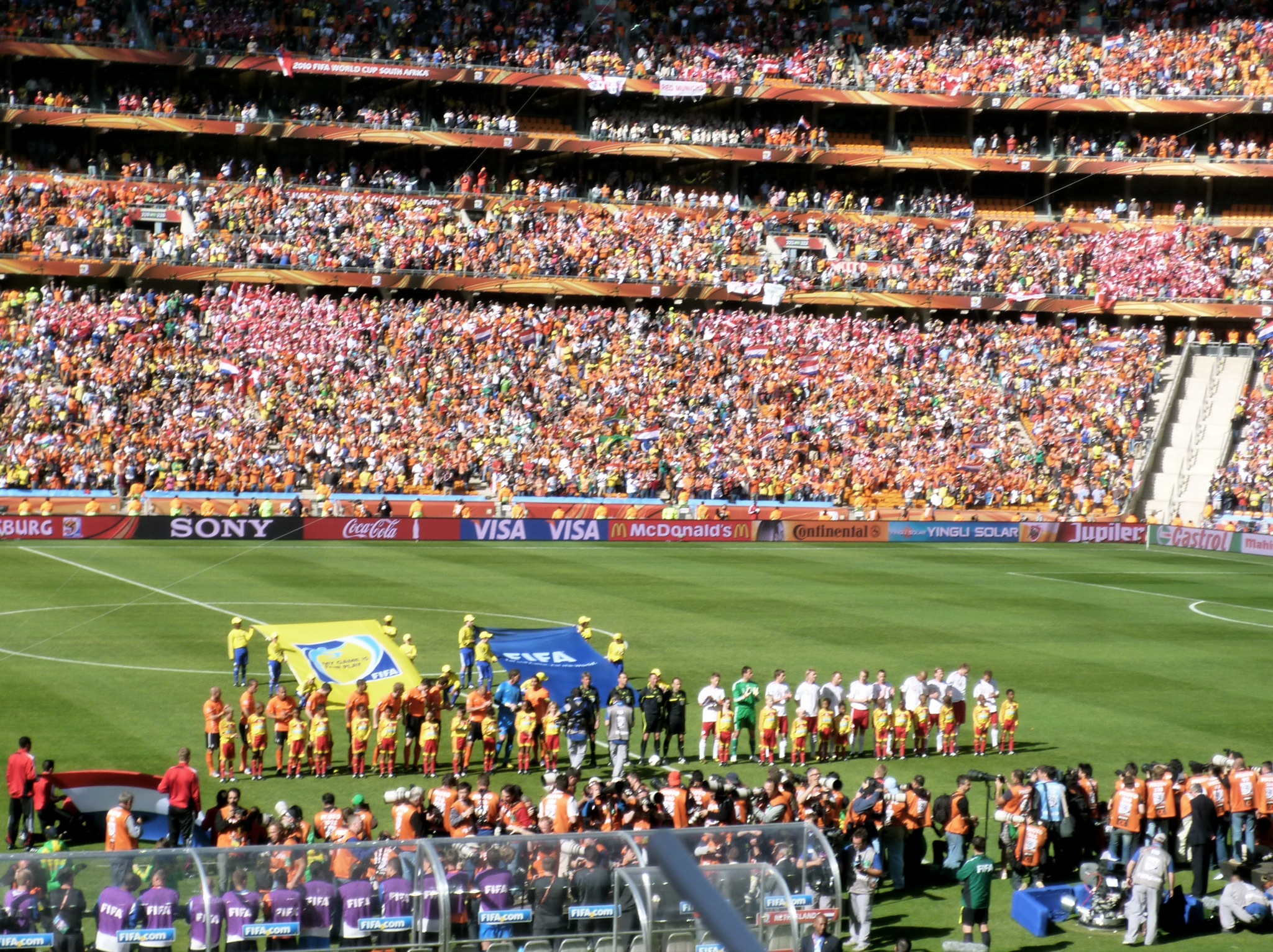
Inicio del partido entre los Países Bajos y Dinamarca en la primera jornada del grupo.

El siguiente intento de clasificarse para un torneo era la Eurocopa 2008 y también fracasó después de entre otras cosas, haber recibido una derrota ante Suecia en su propio terreno, debido a la intrusión de un espectador en el campo, el equipo fue muy criticado y muchos daneses piden la salida de Morten Olsen como seleccionador nacional. Esta sugerencia, sin embargo fue rechazada por la Unión Danesa de Fútbol y la mayoría de los entrenadores de la Superliga danesa, que todavía tenían confianza en Olsen porque pensaron que era el mejor entrenador para Dinamarca. En el grupo de clasificación para la Copa Mundial de Fútbol de 2010, la confianza en Olsen fue inmediatamente recuperada. A pesar de un difícil grupo con Portugal y Suecia, Dinamarca logró clasificarse para la Copa Mundial de Fútbol de 2010, al ser primeros de grupo, después de entre otras cosas, conseguir dos victorias frente a Suecia y una victoria y un empate contra Portugal. Después de haber celebrado con éxito la clasificación para el Mundial de Fútbol 2010, el contrato con Morten Olsen como entrenador fue prorrogado por dos años más, hasta la Eurocopa 2012.
En la Copa Mundial de 2010, Dinamarca fue agrupado con Japón, Camerún y Holanda. Dinamarca perdió el primer partido por 2-0 ante los Países Bajos, pero en el siguiente encuentro tuvo una importante victoria por 2-1 contra Camerún, lo que permitió tener chances de avanzar hacia los octavos de final si lograban derrotar a Japón en el tercer partido, sin embargo el encuentro terminó con una derrota por 3-1, y por lo tanto Dinamarca no alcanzó su objetivo declarado de pasar a los octavos de final y fue eliminada en primera ronda.

### Era Hareide (2016-2020)
Luego de que Dinamarca fracasara en la clasificación rumbo a la Copa Mundial de Fútbol de 2014 y a la Eurocopa 2016, Morten Olsen fue destituido de su cargo de entrenador tras 15 años dirigiendo al conjunto danés, siendo reemplazado por Åge Hareide, para la Clasificación rumbo a la Copa Mundial de Fútbol de 2018, Dinamarca quedó segunda de su grupo con 20 puntos, producto de 6 victorias, 2 empates y 2 derrotas, siendo emparejada en los playoffs ante Irlanda, en la ida en Copenhague, fue un empate sin goles, pero en la vuelta en Dublín el conjunto danés logró una victoria por 1-5 tras ir perdiendo a los 6 minutos de juego, clasificándose a un torneo internacional tras su ausencias en el torneo mundial de 2014 y europeo de 2016.
Los daneses fueron ubicados en el Grupo C junto a Perú, Australia y Francia, en su primer partido ante Perú fue una victoria por la mínima, sus siguientes partidos ante Australia y Francia fueron empates de 1 a 1 y 0 a 0 respectivamente, clasificando como segundo del grupo con 5 puntos, en los octavos de final se enfrentó a Croacia y a pesar de que el conjunto danés se adelantara en el primer minuto del partido con gol de Mathias Jørgensen, Mario Mandžukić a los 4 minutos empató el partido, el marcador se mantuvo 1 a 1 en los 90 minutos y en el tiempo suplementario, decidiendose en la tanda de penales, quedando eliminada de forma invicta ante la que sería la subcampeona del torneo tras los fallos de Christian Eriksen, Lasse Schøne y Nicolai Jørgensen.
En la primera edición de la Liga de Naciones de la UEFA realizada en los años 2018 y 2019, Dinamarca se ubicó en cuarto grupo de la liga B junto con Irlanda y Gales, logrando ascender a la liga A tras quedar como líder e invicta de su grupo con 2 victorias y 2 empates.
En la clasificación rumbo a la Eurocopa 2020, Dinamarca logró clasificar tras quedar segunda de grupo, producto de 4 victorias y 4 empates, la Eurocopa 2020 iba a ser el último torneo de Åge Hareide como entrenador de Dinamarca, sin embargo la pandemia de COVID-19 hizo que toda competición futbolística fuera pospuesta, haciendo que el contrato de Hareide expirará, siendo reemplazado por Kasper Hjulmand.

### Actualidad (2020-presente)
Luego de que la Eurocopa 2020 fuera pospuesta para 2021, la Dinamita Danesa fue ubicada en el segundo grupo de la liga A de la Liga de Naciones de la UEFA 2020-21 junto con Bélgica, Inglaterra e Islandia, quedando segunda del grupo con 10 puntos y sin posibilidades de disputar la fase final de la competición.
En la Eurocopa 2020, la cual fue desarrollada en varios países, Dinamarca fue ubicada en el grupo B junto con la debutante Finlandia, Bélgica y Rusia, en su primer partido en Copenhague ante los finlandeses, fue derrotada por la mínima, sin embargo el partido fue tristemente recordado por el paro cardiorespiratorio de Christian Eriksen a los 42 minutos de juego, cuando estaba realizando un saque de banda, obligando a que el encuentro fuera detenido por aproximadamente 2 horas, afortunadamente Eriksen pudo ser reanimado, colocando al día siguiente un desfibrilador automático implantable y perdiéndose el resto del torneo, en su segundo encuentro ante el conjunto belga en San Petersburgo, perdió por 1 a 2 a pesar de que lograron adelantarse a los 2 minutos de juego con gol de Yussuf Poulsen, no obstante, Dinamarca todavía tenía posibilidades de pasar a la siguiente ronda si derrotaba a Rusia y dependiendo de lo que pase entre Bélgica y Finlandia, en su tercer partido en Copenhague, logró derrotar a Rusia por una goleada de 4 a 1, quedando segunda de su grupo luego de que Bélgica derrotará a Finlandia por 2 a 0, superando a los finlandeses y rusos por diferencia de goles.
En los octavos de final en Ámsterdam ante Gales, logró una goleada por 4 a 0 con goles de Kasper Dolberg por partida doble, Joakim Mæhle y Martin Braithwaite, avanzando a los cuartos de final, en esa instancia, se enfrentó a la República Checa en Bakú, derrotándola por 2 a 1, llegando a semifinales tras 29 años sin disputarla, ya en esa instancia en Londres, se enfrentó a Inglaterra, donde el conjunto danés se adelantó a los 30 minutos gracias a un tiro libre de Mikkel Damsgaard, no obstante a los 39 minutos los ingleses igualaron tras un autogol de Simon Kjær, terminando en 1 a 1 los 90 minutos, en la prórroga se cobró un polémico penal a favor de los ingleses tras una falta inexistente en el área hacia Raheem Sterling, el cual fue ejecutado por Harry Kane y siendo detenido por el guardameta Kasper Shchmeichel, pero Harry Kane aprovechó el rebote anotando el 2 a 1 definitivo, eliminando de forma polémica a los daneses de la competición.
En la clasificación rumbo a la Copa Mundial de Fútbol de 2022, fue ubicada en el grupo F junto con Escocia, Austria, Israel, Islas Feroe y Moldavia, siendo la segunda selección en clasificar a la cita mundialista con 27 puntos, solamente perdiendo el último partido ante los escoceses.
Previo a la cita mundialista, Dinamarca fue ubicada en el grupo 1 de la liga A de la Liga de Naciones de la UEFA 2022-23, junto con Austria, Francia y Croacia, nuevamente quedando segundos del grupo y siendo superados por el conjunto croata por un punto.
En la Copa Mundial de Fútbol de 2022 fue ubicada en el grupo D junto a Francia (actual campeona), Australia y Túnez. En su primer partido se enfrentó ante Túnez, el cual terminó empatado 0 a 0, en la segunda fecha, se enfrentó ante Francia, siendo derrotados 2 a 1 y en la última fecha, necesitaba una victoria ante Australia para clasificar a los octavos de final, no obstante los Soceroos los derrotaron por la mínima, el conjunto danés terminó en la cuarta posición con solo 1 punto, 1 gol a favor y 3 en contra, siendo su peor participación en mundiales hasta la fecha.

## Afición
Aparte de la selección nacional, Dinamarca es igualmente famosa por sus aficionados que van a sus partidos ya sea en Dinamarca o fuera del país, conocidos como roligans. El movimiento surgió en la década de 1980 como la declarada oposición al vandalismo. El objetivo del movimiento roligan está en la calma, sin embargo, el apoyo frenético durante los partidos, como rolig significa 'calma' en el idioma danés. Los roligans han desarrollado desde entonces una imagen de naturaleza tolerante y apoyo rabioso, ya a menudo se consideran entre los mejores aficionados de un equipo nacional a nivel mundial, junto con el Ejército del Tartán de Escocia. Se les dio colectívamente el Premio FIFA FairPlay en la Eurocopa 1984. Justo antes de la Copa Mundial de Fútbol de 1986, el movimiento roligan se organizó con el fin de apoyar al equipo nacional en el torneo.
La buena reputación de los seguidores daneses fue mancillada, sin embargo, por el ataque de un aficionado danés en la clasificación de la Eurocopa 2008 en junio de 2007 en el partido de clasificación frente a Suecia, cuando un aficionado enfurecido invadió el terreno de juego y trató de atacar al árbitro, a raíz de su decisión de puso una tarjeta roja por Christian Poulsen y un penalti a favor de Suecia en el último minuto del partido. El aficionado fue detenido por atacar a algunos de los jugadores de fútbol de Dinamarca en el campo, antes de que llegara el árbitro, pero debido al ataque el partido fue cancelado inmediatamente por el árbitro, y posteriormente la UEFA decidió otorgar una derrota 0-3 a Dinamarca, como un castigo.

## Estadio

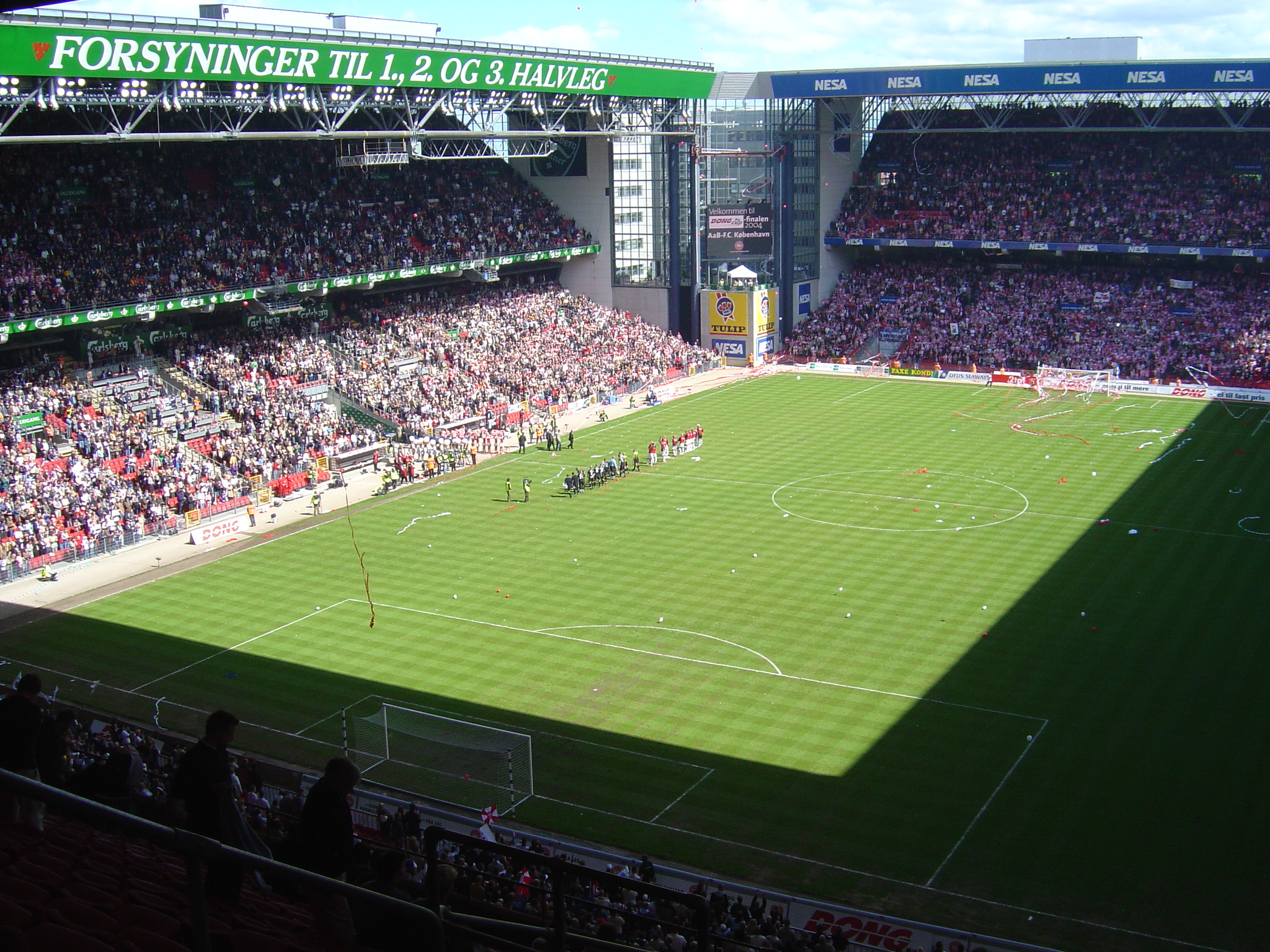
Parken Stadium

El primer partido disputado como local por la selección danesa fue frente a selección amateur de Inglaterra el 19 de mayo de 1910 frente a 12 000 espectadores ganando el encuentro por 2-1, este tuvo su origen en el estadio KBS baner (situado en la zona donde posteriormente sería construido el Foro Copenhague). Como las instalaciones eran consideradas demasiado pequeñas, se construyó en Copenhague un nuevo estadio siendo denominado Idrætsparken, que desde su apertura el día 25 de mayo de 1911 fue el estadio local en casi todos los partidos de la selección jugando un total de 232 partidos ganando en 125 ocasiones (54 %), empatando 41 partidos (18 %) y perdiendo 66 (28 %). Solo veintidós partidos fueron disputados en distintos estadios, de los cuales once corresponden al NRGI Park (conocido como Atletion), seguido por el Energi Nord Arena jugando Dinamarca en seis ocasiones y por último los cinco partidos restantes los jugó en cuatro estadios distintos. En junio de 1957, el estadio alcanzó su máximo número de espectadores con un récord de 51 600 para el partido de frente a la selección de fútbol de Suecia, terminando el partido 1-2. Debido al gran número de aficionados que asistían a los partidos se decidió ampliar el estadio. El 9 de septiembre de 1992 fue cuando se terminó la reconstrucción del estadio y este paso a llamarse Parken Stadion. Con una capacidad de 42 358 asientos el recién remodelado estadio se convirtió en la máxima sede de Dinamarca y dio su apertura con una derrota de 1-2 frente a Alemania ante 40 500 personas. La capacidad del estadio se redujo a 38 009 asientos debido a que 4 000 asientos se convirtieron en zonas vip, sin embargo a pesar de la disminución el estadio es aún la sede más grande de Dinamarca. Desde la apertura en 1992 hasta 2006, el estadio Parken fue el único donde los daneses disputaron partidos oficiales. Tras un partido donde tan solo asistieron 9 958 espectadores frente a Israel, se decidió empezar a rotar los estadios en partidos amistosos, obviamente estos estadios eran de menor tamaño que la sede Parken pero tenían los suficientes asientos para cubrir a los jugadores daneses.
Actualmente a pesar de que la mayoría de los partidos amistosos se siguen jugando en otros campos de Dinamarca, algunos partidos con altas expectativas de asistencia se juegan en la sede Parken, por ejemplo el partido amistoso frente a Alemania en agosto de 2010 se jugó en Parken debido al deseo de los espectadores de ver un partido contra una selección de mayor nivel. Los partidos oficiales para clasificaciones para el Mundial como a la Eurocopa aún continúan siendo jugados en Parken Stadion.

## Últimos partidos y próximos encuentros
Actualizado al último partido jugado el 15 de octubre de 2024.
| Fecha      | Ciudad     | Local      | Resultado | Visitante   | Competencia                 |
| ---------- | ---------- | ---------- | --------- | ----------- | --------------------------- |
| 26-03-2024 | Brøndby    | Dinamarca  | 2:0       | Islas Feroe | Partido amistoso            |
| 05-06-2024 | Copenhague | Dinamarca  | 2:1       | Suecia      | Partido amistoso            |
| 08-06-2024 | Brøndby    | Dinamarca  | 3:1       | Noruega     | Partido amistoso            |
| 16-06-2024 | Stuttgart  | Dinamarca  | 1:1       | Eslovenia   | Eurocopa 2024               |
| 20-06-2024 | Frankfurt  | Inglaterra | 1:1       | Dinamarca   | Eurocopa 2024               |
| 25-06-2024 | Múnich     | Serbia     | 0:0       | Dinamarca   | Eurocopa 2024               |
| 29-06-2024 | Dortmund   | Alemania   | 2:0       | Dinamarca   | Eurocopa 2024               |
| 05-09-2024 | Copenhague | Dinamarca  | 2:0       | Suiza       | Liga de Naciones UEFA 24/25 |
| 08-09-2024 | Copenhague | Dinamarca  | 2:0       | Serbia      | Liga de Naciones UEFA 24/25 |
| 12-10-2024 | Murcia     | España     | 1:0       | Dinamarca   | Liga de Naciones UEFA 24/25 |
| 15-10-2024 | Thun       | Suiza      | 2:2       | Dinamarca   | Liga de Naciones UEFA 24/25 |
| 15-11-2024 | Copenhague | Dinamarca  | 1:2       | España      | Liga de Naciones UEFA 24/25 |
| 18-11-2024 | Leskovac   | Serbia     | -:-       | Dinamarca   | Liga de Naciones UEFA 24/25 |

## Uniforme y escudo
| Primera equipación | (Ver evolución) | Equipación actual |

## Rivalidades
Tiene grandes rivalidades, con las selecciones de los Países Bajos, Noruega, Finlandia  y, sobre todo, con Suecia.

## Jugadores

### Última convocatoria
Lista de 23 jugadores para los partidos contra  Portugal de los cuartos de final de la Liga de Naciones 2024-25.
| N.º                  | Jugador            | Posición       | Edad    | PJ  | Goles | Club                    |
| -------------------- | ------------------ | -------------- | ------- | --- | ----- | ----------------------- |
| 1                    | Kasper Schmeichel  | Guardameta     | 38 años | 113 | 0     | Celtic F. C.            |
| 16                   | Mads Hermansen     | Guardameta     | 25 años | 0   | 0     | Leicester City F. C.    |
| 22                   | Filip Jörgensen    | Guardameta     | 23 años | 0   | 0     | Chelsea F. C.           |
| 2                    | Joachim Andersen   | Defensa        | 29 años | 41  | 0     | Fulham F. C.            |
| 3                    | Jannik Vestergaard | Defensa        | 33 años | 53  | 3     | Leicester City F. C.    |
| 4                    | Victor Nelsson     | Defensa        | 26 años | 16  | 0     | A. S. Roma              |
| 5                    | Victor Kristiansen | Defensa        | 22 años | 18  | 0     | Leicester City F. C.    |
| 7                    | Patrick Dorgu      | Defensa        | 20 años | 6   | 1     | Manchester United F. C. |
| 13                   | Rasmus Kristensen  | Defensa        | 28 años | 26  | 1     | Eintracht Frankfurt     |
| 17                   | Lucas Høgsberg     | Defensa        | 19 años | 0   | 0     | F. C. Nordsjælland      |
| 6                    | Morten Frendrup    | Centrocampista | 24 años | 2   | 0     | Genoa C. F. C.          |
| 10                   | Christian Eriksen  | Centrocampista | 33 años | 142 | 44    | Manchester United F. C. |
| 15                   | Christian Nørgaard | Centrocampista | 31 años | 34  | 1     | Brentford F. C.         |
| 18                   | Jesper Lindstrøm   | Centrocampista | 25 años | 18  | 1     | Everton F. C.           |
| 21                   | Morten Hjulmand    | Centrocampista | 26 años | 17  | 1     | Sporting C. P.          |
| 23                   | Victor Froholdt    | Centrocampista | 19 años | 1   | 0     | F. C. Copenhague        |
| 8                    | Gustav Isaksen     | Delantero      | 24 años | 8   | 2     | S. S. Lazio             |
| 9                    | Rasmus Højlund     | Delantero      | 22 años | 24  | 8     | Manchester United F. C. |
| 11                   | Andreas Skov Olsen | Delantero      | 25 años | 39  | 8     | V. f. L. Wolfsburgo     |
| 12                   | Mika Biereth       | Delantero      | 22 años | 2   | 0     | A. S. Monaco F. C.      |
| 19                   | Jonas Wind         | Delantero      | 26 años | 35  | 8     | V. f. L. Wolfsburgo     |
| 20                   | Conrad Harder      | Delantero      | 20 años | 1   | 0     | Sporting C. P.          |
| Bandera de Dinamarca | Brian Riemer       | Entrenador     | 46 años |     |       |                         |

### Más partidos jugados
Actualizado en junio de 2024.
| #  | Jugador           | Período        | Partidos | Goles |
| -- | ----------------- | -------------- | -------- | ----- |
| 1  | Simon Kjær        | 2009-presente  | 132      | 5     |
| 2  | Christian Eriksen | 2010-presente  | 130      | 41    |
| 3  | Peter Schmeichel  | 1987-2001      | 129      | 1     |
| 4  | Dennis Rommedahl  | 2000-2013      | 126      | 21    |
| 5  | Jon Dahl Tomasson | 1997-2010      | 112      | 52    |
| 6  | Thomas Helveg     | 1994-2007      | 108      | 2     |
| 7  | Michael Laudrup   | 1982-1998      | 104      | 37    |
| 8  | Morten Olsen      | 1970-1989      | 102      | 4     |
| 9  | Martin Jørgensen  | 1998-2011      | 102      | 12    |
| 10 | Kasper Schmeichel | 2013-presente. | 101      | 0     |

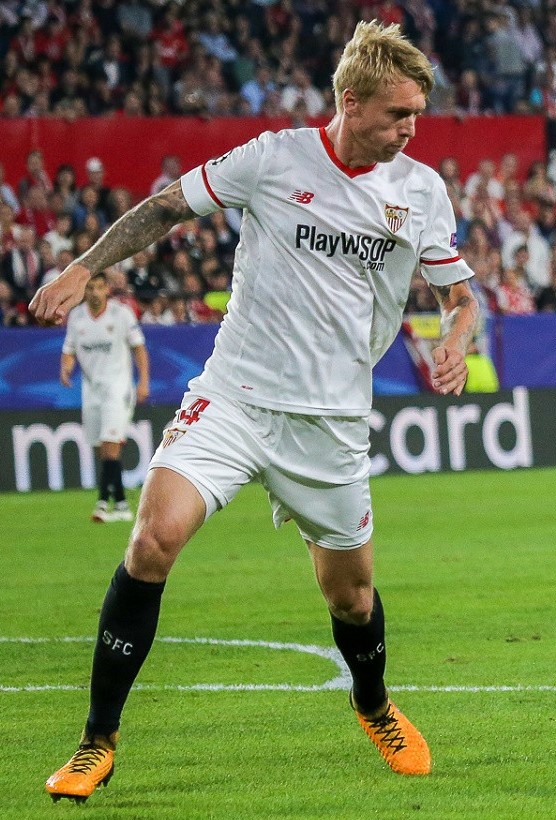
Simon Kjær jugador con más partidos jugados para Dinamarca.

- En negrita los jugadores aún activos.

### Máximos goleadores
Actualizado en junio de 2024.
| #  | Jugador             | Período   | Goles | Partidos | Promedio de gol |
| -- | ------------------- | --------- | ----- | -------- | --------------- |
| 1  | Poul «Tist» Nielsen | 1910-1925 | 52    | 38       | 1.37            |
| 2  | Jon Dahl Tomasson   | 1997-2010 | 52    | 112      | 0.46            |
| 3  | Pauli Jørgensen     | 1925-1939 | 44    | 47       | 0.94            |
| 4  | Ole Madsen          | 1958-1969 | 42    | 50       | 0.84            |
| 5  | Christian Eriksen   | 2010-act. | 41    | 130      | 0.33            |
| 6  | Preben Elkjær       | 1977-1988 | 38    | 69       | 0.55            |
| 7  | Michael Laudrup     | 1982-1998 | 37    | 104      | 0.36            |
| 8  | Nicklas Bendtner    | 2006-2018 | 30    | 81       | 0.37            |
| 9  | Henning Enoksen     | 1958-1966 | 29    | 54       | 0.54            |
| 10 | Brian Laudrup       | 1987-1998 | 22    | 86       | 0.26            |
| 10 | Ebbe Sand           | 1998-2004 | 22    | 66       | 0.33            |

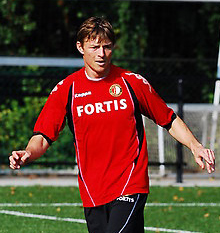
Jon Dahl Tomasson anotó cincuenta y dos goles para Dinamarca.

- En negrita los jugadores aún activos.

## Seleccionadores
La responsabilidad del puesto de entrenador de la selección nacional de fútbol de Dinamarca, ha cambiado a lo largo de la historia. En los primeros años, de 1908 a 1918, la Unión Danesa de Fútbol prefirió asignar un seleccionador con toda la responsabilidad. A esto le siguió una larga era, de 1919 a 1956, en la que no se asignó ningún administrador o sólo se asignó un entrenador interino. Esto cambió en 1956 cuando se designó a Arne Sørensen (noviembre de 1956 – diciembre de 1961) y Poul Petersen (enero de 1962 – diciembre de 1966) como entrenadores por un período consecutivo de varios años. A esto siguió un período en el que 
coexistió un entrenador táctico y un entrenador de entrenamiento o de campo (1967–1969).
El primer entrenador a tiempo completo del equipo nacional fue Sepp Piontek, bajo las órdenes del seleccionador alemán, se clasificó a la Copa Mundial de Fútbol de 1986 y a las Eurocopa 1984 y Eurocopa 1988.
En 1990 asumió Richard Møller Nielsen, la primera meta que tenía el nuevo entrenador de la selección nacional de Dinamarca era clasificar a la Eurocopa 1992. Richard Møller Nielsen dio al equipo un estilo de juego propio, mucha más defensivo. Con esta forma de juego lograron ganar la Eurocopa, siendo esta una de las mayores proezas del equipo danés.
En los siguientes años (1996-2000), el seleccionador nacional asignado fue Bo Johansson, el sueco le dio al equipo una estrategia más ofensiva, capitaneada por los hermanos Brian y Michael Laudrup. Bajos las órdenes de Bo Johansson, se llegó a los cuartos de final de la Copa Mundial de Fútbol de 1998. 
El nuevo entrenador designado fue el excapitán del exitoso equipo nacional de la década de 1980, Morten Olsen, que logró la clasificación a la Copa Mundial de 2002 y 2010.

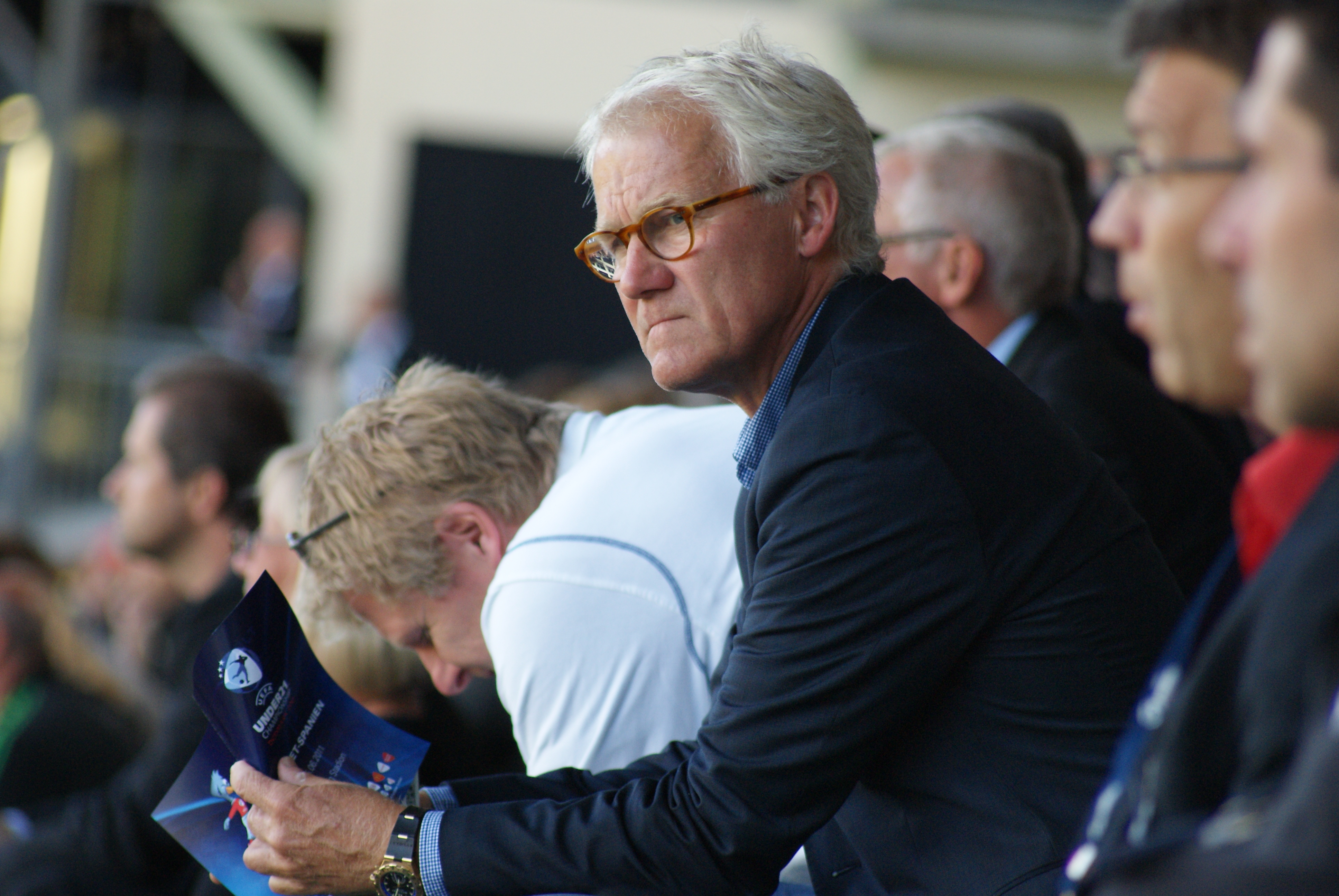
Morten Olsen, ex seleccionador nacional

Entrenadores desde 1956
| Entrenador                  | Periodo       | PD  | G  | E  | P  | % victorias |
| --------------------------- | ------------- | --- | -- | -- | -- | ----------- |
| Arne Sørensen               | 1956–1961     | 41  | 20 | 8  | 13 | 48.8%       |
| Poul Petersen               | 1962–1966     | 47  | 17 | 8  | 22 | 36.2%       |
| Erik Hansen & Ernst Netuka  | 1967          | 8   | 4  | 2  | 2  | 50.0%       |
| Henry From & Erik Hansen    | 1968–1969     | 11  | 4  | 1  | 6  | 36.4%       |
| Henry From & John Hansen    | 1969          | 9   | 5  | 1  | 3  | 55.6%       |
| Rudi Strittich              | 1970–1975     | 61  | 20 | 11 | 30 | 32.8%       |
| Kurt Nielsen                | 1976–1979     | 31  | 13 | 6  | 12 | 41.9%       |
| Sepp Piontek                | 1979–1987     | 88  | 41 | 16 | 31 | 46.6%       |
| Richard Møller Nielsen      | 1987–1988     | 8   | 6  | 1  | 1  | 75%         |
| Sepp Piontek                | 1988–1990     | 27  | 11 | 8  | 8  | 40.7%       |
| Richard Møller Nielsen      | 1990–1996     | 65  | 34 | 17 | 14 | 52.3%       |
| Bo Johansson                | 1996–2000     | 40  | 17 | 9  | 14 | 42.5%       |
| Morten Olsen                | 2000–2015     | 166 | 80 | 42 | 44 | 48.2%       |
| Åge Hareide                 | 2016–2020     | 42  | 21 | 18 | 3  | 50.0%       |
| John Jensen (interino)      | 2018          | 1   | 0  | 0  | 1  | 0%          |
| Kasper Hjulmand             | 2020–2024     | 55  | 33 | 8  | 14 | 60.0%       |
| Morten Wieghorst (interino) | 2024          | 0   | 0  | 0  | 0  | 0%          |
| Lars Knudsen (interino)     | 2024          | 2   | 2  | 1  | 1  | 50.0%       |
| Brian Riemer                | 2024-presente | 0   | 0  | 0  | 0  | 0%          |

## Estadísticas

### Copa Mundial de Fútbol
| 1930  | No participó     | No participó   | No participó   | No participó   | No participó   | No participó   | No participó   | No participó   | No participó   | No participó                      |                |                |
| 1934  | No clasificó     | No clasificó   | No clasificó   | No clasificó   | No clasificó   | No clasificó   | No clasificó   | No clasificó   | No clasificó   | No clasificó                      |                |                |
| 1938  | No clasificó     | No clasificó   | No clasificó   | No clasificó   | No clasificó   | No clasificó   | No clasificó   | No clasificó   | No clasificó   | No clasificó                      |                |                |
| 1950  | No clasificó     | No clasificó   | No clasificó   | No clasificó   | No clasificó   | No clasificó   | No clasificó   | No clasificó   | No clasificó   | No clasificó                      |                |                |
| 1954  | No clasificó     | No clasificó   | No clasificó   | No clasificó   | No clasificó   | No clasificó   | No clasificó   | No clasificó   | No clasificó   | No clasificó                      |                |                |
| 1958  | No clasificó     | No clasificó   | No clasificó   | No clasificó   | No clasificó   | No clasificó   | No clasificó   | No clasificó   | No clasificó   | No clasificó                      |                |                |
| 1962  | No clasificó     | No clasificó   | No clasificó   | No clasificó   | No clasificó   | No clasificó   | No clasificó   | No clasificó   | No clasificó   | No clasificó                      |                |                |
| 1966  | No clasificó     | No clasificó   | No clasificó   | No clasificó   | No clasificó   | No clasificó   | No clasificó   | No clasificó   | No clasificó   | No clasificó                      |                |                |
| 1970  | No clasificó     | No clasificó   | No clasificó   | No clasificó   | No clasificó   | No clasificó   | No clasificó   | No clasificó   | No clasificó   | No clasificó                      |                |                |
| 1974  | No clasificó     | No clasificó   | No clasificó   | No clasificó   | No clasificó   | No clasificó   | No clasificó   | No clasificó   | No clasificó   | No clasificó                      |                |                |
| 1978  | No clasificó     | No clasificó   | No clasificó   | No clasificó   | No clasificó   | No clasificó   | No clasificó   | No clasificó   | No clasificó   | No clasificó                      |                |                |
| 1982  | No clasificó     | No clasificó   | No clasificó   | No clasificó   | No clasificó   | No clasificó   | No clasificó   | No clasificó   | No clasificó   | No clasificó                      |                |                |
| 1986  | Octavos de final | 9.º            | 4              | 3              | 0              | 1              | 10             | 6              | +4             | P. Elkjær Larsen: 4               |                |                |
| 1990  | No clasificó     | No clasificó   | No clasificó   | No clasificó   | No clasificó   | No clasificó   | No clasificó   | No clasificó   | No clasificó   | No clasificó                      |                |                |
| 1994  | No clasificó     | No clasificó   | No clasificó   | No clasificó   | No clasificó   | No clasificó   | No clasificó   | No clasificó   | No clasificó   | No clasificó                      |                |                |
| 1998  | Cuartos de final | 8.º            | 5              | 2              | 1              | 2              | 9              | 7              | +2             | B. Laudrup: 2                     |                |                |
| 2002  | Octavos de final | 10.º           | 4              | 2              | 1              | 1              | 5              | 5              | 0              | Tomasson: 4                       |                |                |
| 2006  | No clasificó     | No clasificó   | No clasificó   | No clasificó   | No clasificó   | No clasificó   | No clasificó   | No clasificó   | No clasificó   | No clasificó                      |                |                |
| 2010  | Fase de grupos   | 24.º           | 3              | 1              | 0              | 2              | 3              | 6              | –3             | Bendtner, Rommedahl y Tomasson: 1 |                |                |
| 2014  | No clasificó     | No clasificó   | No clasificó   | No clasificó   | No clasificó   | No clasificó   | No clasificó   | No clasificó   | No clasificó   | No clasificó                      |                |                |
| 2018  | Octavos de final | 11.º           | 4              | 1              | 3              | 0              | 3              | 2              | +1             | Poulsen, Eriksen y Jørgensen: 1   |                |                |
| 2022  | Fase de grupos   | 28.º           | 3              | 0              | 1              | 2              | 1              | 3              | –2             | A. Christensen: 1                 |                |                |
| 2026  | Por disputarse   | Por disputarse | Por disputarse | Por disputarse | Por disputarse | Por disputarse | Por disputarse | Por disputarse | Por disputarse | Por disputarse                    | Por disputarse | Por disputarse |
| Total | 6/22             | 25.º           | 23             | 9              | 6              | 8              | 31             | 29             | +2             | Jon Dahl Tomasson: 5              |                |                |

### Eurocopa
| Año   | Ronda            | Posición     | PJ           | PG           | PE           | PP           | GF           | GC           | Dif.         | Goleador                                           |
| ----- | ---------------- | ------------ | ------------ | ------------ | ------------ | ------------ | ------------ | ------------ | ------------ | -------------------------------------------------- |
| 1960  | No clasificó     | No clasificó | No clasificó | No clasificó | No clasificó | No clasificó | No clasificó | No clasificó | No clasificó | No clasificó                                       |
| 1964  | Cuarto lugar     | 4.º          | 2            | 0            | 0            | 2            | 1            | 6            | −5           | Carl Bertelsen: 1                                  |
| 1968  | No clasificó     | No clasificó | No clasificó | No clasificó | No clasificó | No clasificó | No clasificó | No clasificó | No clasificó | No clasificó                                       |
| 1972  | No clasificó     | No clasificó | No clasificó | No clasificó | No clasificó | No clasificó | No clasificó | No clasificó | No clasificó | No clasificó                                       |
| 1976  | No clasificó     | No clasificó | No clasificó | No clasificó | No clasificó | No clasificó | No clasificó | No clasificó | No clasificó | No clasificó                                       |
| 1980  | No clasificó     | No clasificó | No clasificó | No clasificó | No clasificó | No clasificó | No clasificó | No clasificó | No clasificó | No clasificó                                       |
| 1984  | Semifinales      | 3.º          | 4            | 2            | 1            | 1            | 9            | 4            | 5            | Frank Arnesen: 3                                   |
| 1988  | Primera ronda    | 7.º          | 3            | 0            | 0            | 3            | 2            | 7            | −5           | Michael Laudrup y Flemming Povlsen: 1              |
| 1992  | Campeón          | 1.º          | 5            | 2            | 2            | 1            | 6            | 4            | 2            | Henrik Larsen: 3                                   |
| 1996  | Primera ronda    | 9.º          | 3            | 1            | 1            | 1            | 4            | 4            | 0            | Brian Laudrup: 3                                   |
| 2000  | Primera ronda    | 16.º         | 3            | 0            | 0            | 3            | 0            | 8            | −8           |                                                    |
| 2004  | Cuartos de final | 8.º          | 4            | 1            | 2            | 1            | 4            | 5            | −1           | Jon Dahl Tomasson: 3                               |
| 2008  | No clasificó     | No clasificó | No clasificó | No clasificó | No clasificó | No clasificó | No clasificó | No clasificó | No clasificó | No clasificó                                       |
| 2012  | Primera ronda    | 11.º         | 3            | 1            | 0            | 2            | 4            | 5            | −1           | Nicklas Bendtner: 2                                |
| 2016  | No clasificó     | No clasificó | No clasificó | No clasificó | No clasificó | No clasificó | No clasificó | No clasificó | No clasificó | No clasificó                                       |
| 2020  | Semifinales      | 4.º          | 6            | 3            | 0            | 3            | 12           | 7            | 5            | Kasper Dolberg: 3                                  |
| 2024  | Octavos de final | 16.º         | 4            | 0            | 3            | 1            | 2            | 4            | −2           | Morten Hjulmand y Christian Eriksen: 1             |
| 2028  | Por definir      | Por definir  | Por definir  | Por definir  | Por definir  | Por definir  | Por definir  | Por definir  | Por definir  | Por definir                                        |
| Total | 10/17            | 11.º         | 37           | 10           | 9            | 18           | 44           | 54           | −10          | Arnesen, Dolberg, Larsen, B. Laudrup y Tomasson: 3 |

### Juegos Olímpicos
| Año | Ronda                         | Posición                      | PJ                            | PG                            | PE                            | PP                            | GF                            | GC                            | Dif.                          | Goleador                      |
| --- | ----------------------------- | ----------------------------- | ----------------------------- | ----------------------------- | ----------------------------- | ----------------------------- | ----------------------------- | ----------------------------- | ----------------------------- | ----------------------------- |
| 1908 | Subcampeón                    | 2.º                           | 3                             | 2                             | 0                             | 1                             | 26                            | 3                             | +23                           | Sophus Nielsen: 11            |
| 1912 | Subcampeón                    | 2.º                           | 3                             | 2                             | 0                             | 1                             | 13                            | 5                             | +8                            | A. Olsen: 7                   |
| 1920 | Primera fase                  | 9.º                           | 1                             | 0                             | 0                             | 1                             | 0                             | 1                             | -1                            | -                             |
| 1924 | No participó                  | No participó                  | No participó                  | No participó                  | No participó                  | No participó                  | No participó                  | No participó                  | No participó                  | No participó                  |
| 1928 | No participó                  | No participó                  | No participó                  | No participó                  | No participó                  | No participó                  | No participó                  | No participó                  | No participó                  | No participó                  |
| 1932 | No hubo competición de fútbol | No hubo competición de fútbol | No hubo competición de fútbol | No hubo competición de fútbol | No hubo competición de fútbol | No hubo competición de fútbol | No hubo competición de fútbol | No hubo competición de fútbol | No hubo competición de fútbol | No hubo competición de fútbol |
| 1936 | No participó                  | No participó                  | No participó                  | No participó                  | No participó                  | No participó                  | No participó                  | No participó                  | No participó                  | No participó                  |
| 1948 | Tercer lugar                  | 3.º                           | 4                             | 3                             | 0                             | 1                             | 15                            | 11                            | +4                            | Karl Hansen: 9                |
| Desde 1952 los Juegos Olímpicos los disputan selecciones amateurs, y a partir de 1992 selecciones sub-23 |                               |                               |                               |                               |                               |                               |                               |                               |                               |                               |
| Total | 4/7                           | -                             | 11                            | 7                             | 0                             | 4                             | 54                            | 20                            | +34                           | Sophus Nielsen: 13            |

### Copa FIFA Confederaciones
| Año   | Ronda        | Posición     | PJ           | PG           | PE           | PP           | GF           | GC           | Dif.         | Goleador           |
| ----- | ------------ | ------------ | ------------ | ------------ | ------------ | ------------ | ------------ | ------------ | ------------ | ------------------ |
| 1992  | No participó | No participó | No participó | No participó | No participó | No participó | No participó | No participó | No participó | No participó       |
| 1995  | Campeón      | 1.º          | 3            | 2            | 1            | 0            | 5            | 1            | 4            | Peter Rasmussen: 2 |
| 1997  | No clasificó | No clasificó | No clasificó | No clasificó | No clasificó | No clasificó | No clasificó | No clasificó | No clasificó | No clasificó       |
| 1999  | No clasificó | No clasificó | No clasificó | No clasificó | No clasificó | No clasificó | No clasificó | No clasificó | No clasificó | No clasificó       |
| 2001  | No clasificó | No clasificó | No clasificó | No clasificó | No clasificó | No clasificó | No clasificó | No clasificó | No clasificó | No clasificó       |
| 2003  | No clasificó | No clasificó | No clasificó | No clasificó | No clasificó | No clasificó | No clasificó | No clasificó | No clasificó | No clasificó       |
| 2005  | No clasificó | No clasificó | No clasificó | No clasificó | No clasificó | No clasificó | No clasificó | No clasificó | No clasificó | No clasificó       |
| 2009  | No clasificó | No clasificó | No clasificó | No clasificó | No clasificó | No clasificó | No clasificó | No clasificó | No clasificó | No clasificó       |
| 2013  | No clasificó | No clasificó | No clasificó | No clasificó | No clasificó | No clasificó | No clasificó | No clasificó | No clasificó | No clasificó       |
| 2017  | No clasificó | No clasificó | No clasificó | No clasificó | No clasificó | No clasificó | No clasificó | No clasificó | No clasificó | No clasificó       |
| Total | 1/10         | 16.º         | 3            | 2            | 1            | 0            | 5            | 1            | 4            | Peter Rasmussen: 2 |

### Liga de Naciones de la UEFA
| Liga A  | Liga A     | Liga A    | Liga A         | Liga A         | Liga A         | Liga A         | Liga A         | Liga A         | Liga A         | Liga A         | Liga A         | Liga A                    |              | Liga B       | Liga B       | Liga B    | Liga B    | Liga B    | Liga B    | Liga B    | Liga B    | Liga B    | Liga B               | Liga B |
| Edición | Fase final | Mov       | Resultado      | Posición       | PJ             | PG             | PE             | PP             | GF             | GC             | Dif            | Goleador                  | Mov          | Resultado    | Posición     | PJ        | PG        | PE        | PP        | GF        | GC        | Dif       | Goleador             |        |
| ------- | ---------- | --------- | -------------- | -------------- | -------------- | -------------- | -------------- | -------------- | -------------- | -------------- | -------------- | ------------------------- | ------------ | ------------ | ------------ | --------- | --------- | --------- | --------- | --------- | --------- | --------- | -------------------- | ------ |
| 2018-19 | 2019       | En Liga B | En Liga B      | En Liga B      | En Liga B      | En Liga B      | En Liga B      | En Liga B      | En Liga B      | En Liga B      | En Liga B      | En Liga B                 | Entró        | Ascenso      | 15.º         | 4         | 2         | 2         | 0         | 4         | 1         | +3        | Christian Eriksen: 2 |        |
| 2020-21 | 2021       |           | Primera fase   | 7.º            | 6              | 3              | 1              | 2              | 8              | 7              | +1             | Christian Eriksen: 4      | En Liga A    | En Liga A    | En Liga A    | En Liga A | En Liga A | En Liga A | En Liga A | En Liga A | En Liga A | En Liga A | En Liga A            |        |
| 2022-23 | 2023       |           | Primera fase   | 7.º            | 6              | 4              | 0              | 2              | 9              | 5              | +4             | Skov Olsen y Cornelius: 2 | En Liga A    | En Liga A    | En Liga A    | En Liga A | En Liga A | En Liga A | En Liga A | En Liga A | En Liga A | En Liga A | En Liga A            |        |
| 2024-25 | 2025       |           | Por disputarse | Por disputarse | Por disputarse | Por disputarse | Por disputarse | Por disputarse | Por disputarse | Por disputarse | Por disputarse | Por disputarse            | En Liga A    | En Liga A    | En Liga A    | En Liga A | En Liga A | En Liga A | En Liga A | En Liga A | En Liga A | En Liga A | En Liga A            |        |
| Total   | Total      | Total     | 3/3            | 10.º           | 12             | 7              | 1              | 4              | 17             | 12             | +5             | Christian Eriksen: 5      | Total Liga B | Total Liga B | Total Liga B | 4         | 2         | 2         | 0         | 4         | 1         | +3        | Christian Eriksen: 2 |        |

### Copa de Campeones Conmebol-UEFA
| Año             | Ronda        | Posición     | PJ           | PG           | PE           | PP           | GF           | GC           | Dif          | Goleador     |
| --------------- | ------------ | ------------ | ------------ | ------------ | ------------ | ------------ | ------------ | ------------ | ------------ | ------------ |
| Francia 1985    | No clasificó | No clasificó | No clasificó | No clasificó | No clasificó | No clasificó | No clasificó | No clasificó | No clasificó | No clasificó |
| Argentina 1993  | Subcampeón   | 2.º          | 1            | 0            | 1            | 0            | 1            | 1            | 0            | -            |
| Inglaterra 2022 | No clasificó | No clasificó | No clasificó | No clasificó | No clasificó | No clasificó | No clasificó | No clasificó | No clasificó | No clasificó |
| Total           | 1/3          | 2.º          | 1            | 0            | 1            | 0            | 1            | 1            | 0            | -            |

### Finales disputadas
La presente lista incluye solo partidos finales jugados por torneos mundiales, intercontinentales, y continentales oficiales a nivel de Selecciones absolutas.
| Año  | Torneo           | Resultado                         |
| ---- | ---------------- | --------------------------------- |
| 1908 | Juegos Olímpicos | Reino Unido 2 - 0 Dinamarca       |
| 1912 | Juegos Olímpicos | Reino Unido 4 - 2 Dinamarca       |
| 1992 | Eurocopa         | Dinamarca 2 - 0 Alemania          |
| 1993 | Finalissima      | Argentina 1 (5) - Dinamarca 1 (4) |
| 1995 | Confederaciones  | Dinamarca 2 - 0 Argentina         |

- Dinamarca jugó 5 finales; ganó 2 y perdió 3: (2-3)

## Categorías inferiores
Las categorías inferiores de la selección de fútbol de Dinamarca son el conjunto de selecciones de la Unión Danesa de Fútbol, integradas en su conjunto por jugadores de entre dieciséis a veintitrés años, que representan a Dinamarca en los diferentes torneos internacionales agrupados en diferentes categorías de edad y que constituyen los escalafones previos a la selección absoluta.
Las diferentes categorías se establecen por el año de nacimiento de los jugadores y normalmente incluyen a futbolistas nacidos en dos años consecutivos. Tradicionalmente la denominación de la selección se refiere a la edad máxima de los jugadores habiendo así competiciones oficiales desde los sub-15 hasta los sub-23.

## Otras modalidades

### Selección femenina

Fútbol femenino

La selección de fútbol femenino representa a Dinamarca en los torneos a nivel internacional. El equipo forma parte de la Unión Danesa de Fútbol y es entrenado por Kenneth Heiner-Møller. La selección danesa es una de la más fuertes de Europa: en la clasificación mundial de la FIFA el equipo se encuentra actualmente en la posición 12. Dentro del fútbol femenino, es un equipo histórico, llegando a ganar dos mundiales cuando esta competición no era oficial.
Desde 1970 hasta 1985, la Copa Mundial Femenina de Fútbol no era oficial, pero es donde la selección danesa femenina logró sus mayores éxitos. Consiguió ganar los mundiales de 1970 y 1971, en 1978 no lograron pasar de la primera fase, en 1981 fueron finalistas del campeonato y en 1985 quedaron en tercera posición. A partir de 1981, la Copa Mundial fue oficial, pero la selección danesa no volvió a tener el éxito de años anteriores, siendo su mayor logro los cuartos de final en los años 1991 y 1995.
En la Eurocopa Femenina, como ocurría con el Mundial, cuando no era la competición oficial, es cuando tuvieron mayores éxitos. En el año 1969, fueron finalistas y diez años después, en 1979, ganaron la Eurocopa (de forma no oficial). 
En el año 2017 se celebró la Eurocopa Femenina de los Países Bajos, donde la selección danesa femenina consiguió su mejor clasificación histórica de manera oficial, llegando a jugar la final frente a los Países Bajos. Anteriormente a esta fecha, la mejor posición oficial de Dinamarca fue un tercer puesto logrado en los años 1991 y 1993.
Además, en 2018, la danesa Pernille Harder fue galardonada como mejor jugadora de la UEFA.

## Palmarés resumido

### Selección absoluta
| Copa Mundial de Fútbol          | –         | –                  | –                  | –                  |                    |
| Eurocopa                        | 1 (1992)  | –                  | 2 (1984 y 2020)    | 1 (1964)           |                    |
| Copa FIFA Confederaciones       | 1 (1995)  | –                  | –                  | –                  |                    |
| Torneo Olímpico de Fútbol       | –         | 2 (1908 y 1912)    | 1 (1948)           | –                  |                    |
| Copa de Campeones Conmebol-UEFA | –         | 1 (1993)           | –                  | –                  |                    |
| Total                           | 2 títulos | Selección absoluta | Selección absoluta | Selección absoluta | Selección absoluta |

### Otros torneos
- Juegos Olímpicos amateur:
  -  Medallas de plata (1): 1960.
- Juegos Olímpicos Intercalados:[17]
  -  Medalla de oro 1906.
- Premio Fair Play de la FIFA (1): 2021.

### Torneos amistosos (7)
- Campeonato Nórdico de fútbol (3): 1924-28, 1978-80 y 1981-85.
- Lunar New Year Cup (2): 1994 y 2006.
- King's Cup (2): 2009 y 2010.